# Niccolò Campriani
Niccolò Campriani (Firenze, 6 novembre 1987) è un ex tiratore a segno italiano, vincitore di tre medaglie d'oro e una d'argento ai Giochi olimpici.

## Biografia
Si è laureato in ingegneria manageriale all'Università della Virginia Occidentale di Morgantown nel 2011.

### Carriera
Ha rappresentato l'Italia ai Giochi olimpici di Pechino 2008, dove ha ottenuto, come miglior risultato, il 12º posto nella specialità Carabina 10 metri.
L'anno successivo, ha vinto la medaglia d'oro agli europei del 2009.
Il 31 luglio 2010 ha vinto la medaglia d'oro ai mondiali di tiro nella specialità Carabina 10 metri, ottenendo la qualificazione per l'Olimpiade di Londra 2012. È stato il primo italiano a vincere un titolo mondiale individuale nella storia del tiro a segno. Nella stessa competizione ha conquistato anche la medaglia di bronzo nella prova a squadre nella stessa specialità.
Agli europei di Belgrado 2011 ha ottenuto una medaglia di bronzo nella carabina 10 metri.
Ai Giochi olimpici di Londra 2012 ha conquistato l'argento ai Giochi olimpici nella finale della Carabina 10 metri disputata il 29 luglio 2012. Il 6 agosto ha conquistato l'oro nella finale della Carabina 50 metri tre posizioni.
Quattro anni più tardi ai Giochi olimpici di Rio de Janeiro 2016 è diventato campione olimpico nella carabina 10 metri aria compressa, disputata l'8 agosto 2016 realizzando il record olimpico di 206.1 della disciplina. Sei giorni più tardi, il 14 agosto 2016 si è aggiudicato la seconda medaglia d'oro nella carabina 50 metri da 3 posizioni, realizzando il punteggio finale di 458.8, superando il russo Sergej Kamenskij all'ultimo tiro.
Il 31 marzo 2017 ha annunciato il ritiro dall'attività agonistica.

### L'impegno per i rifugiati
Successivamente alla vittoria dell'oro olimpico nella carabina 50 metri da 3 posizioni a Rio de Janeiro 2016, ha dichiarato di aver fatto fatica ad accettare la vittoria, ottenuta grazie ad un'imprecisione di Sergej Kamenskij all'ultimo tiro. Ritenendola immeritata, ha deciso di donare la differenza tra il premio per il primo e quello per il secondo posto all'Alto commissariato delle Nazioni Unite per i rifugiati (UNHCR). È stata una delle donazioni più elevate ricevute dall'Agenzia delle Nazioni Unite provenienti da un italiano: Campriani inoltre è stato invitato a visitare il campo profughi di Meheba in Zambia.
Questa esperienza è stata fonte d'ispirazione per un progetto sperimentale, finanziato con donazioni e crowdfunding: allenare alcuni rifugiati senza alcuna esperienza nel tiro, con lo scopo di provare a fargli ottenere la qualificazione per i Giochi olimpici di Tokyo 2020.
Il progetto ha ottenuto il supporto di UNHCR e CIO ed è stato documentato nella serie televisiva Taking Refuge: Target Tokyo 2020, pubblicata su Olympic Channel, che ha vinto il premio della critica "Bruno Beneck" al festival internazionale Sport Movies & Tv di Milano.

## Palmarès

### Giochi olimpici
- 4 medaglie:
  - 3 ori (carabina 50 metri 3 posizioni a  Londra 2012, a  Rio de Janeiro 2016, e carabina 10 metri aria compressa a  Rio de Janeiro 2016).
  - 1 argento (carabina 10 metri aria compressa a  Londra 2012).

### Campionati mondiali
- 2 medaglie:
  - 1 oro (carabina 10 metri aria compressa)  Monaco 2010).
  - 1 bronzo (carabina 10 metri aria compressa a squadre a  Monaco 2010).

### Campionati mondiali juniores
- 1 medaglia:
  - 1 argento (carabina 10 metri aria compressa a squadre a  Zagabria 2006).

### Campionati europei
- 5 medaglie:
  - 3 ori (carabina 10 metri aria compressa a  Praga 2009; carabina 10 metri aria compressa a squadre a  Vierumäki 2012; carabina 10 metri aria compressa a squadre a  Odense 2013);
  - 2 argenti (carabina 10 metri aria compressa a  Vierumäki 2012; carabina 10 metri aria compressa a  Arnhem 2015; carabina 10 metri aria compressa a squadre a  Arnhem 2015);
  - 1 bronzo (carabina 10 metri aria compressa a  Brescia 2011).

### Campionati europei juniores
- 4 medaglie:
  - 3 argenti (carabina 10 metri aria compressa a  Göteborg 2003; carabina 50 metri a terra, carabina 50 metri 3 posizioni a Granada 2007).
  - 1 bronzo (carabina 10 metri aria compressa a  Mosca 2006).

## Filmografia
- Taking Refuge: Target Tokyo 2020 (documentario, serie televisiva, 2020)

## Riconoscimenti
- Premio Internazionale Edoardo Mangiarotti 2016.
- Premio Columbus nel 2020 per lo Sport